# Мулазим
Мулазим, или мулязим (араб. ملازم‎) — термин, обозначавший военное сословие — военных слуг (дружинников) в некоторых государствах средневекового Востока, в частности в Сефевидском государстве. В широком смысле обозначал всех обязанных нести службу перед правителем (шахом), в узком — непосредственно дружинников феодальных ополчений. В поздней Османской империи, а также в современных армиях арабских стран (Египет, Бахрейн) мулазимами называется младший офицерский состав, что эквивалентно лейтенанту.
Сефевидское государство
При Сефевидах мулазимами назывались служащие дружин феодальных ополчений ханов. Каждый взрослый и дееспособный мужчина из состава кызылбашских племен являлся воином — мулазимом. Из числа мулазимов комплектовалась шахская гвардия — курчиев. Сами курчи также могли иметь собственную свиту от 5 до 50 мулазимов.
Османская империя
В конце существования Османской империи мулазимами назывался мусульманский правовед младшей степени, а также младший офицерский состав, что эквивалентно лейтенанту. Мулазим делились на две категории:
- Мулазим-и эввель или старший лейтенант;
- Мулазим-и сани или младший лейтенант.

Джеймс Генри Скейн в 1851 году отмечал, что мулазимам вооружённых сил Османской империи платили от 280 до 350 пиастров в месяц; на их форме были золотые погоны и отличительные кружева на манжетах.